# Semiothisa purcellata
Semiothisa purcellata är en fjärilsart som beskrevs av Taylor 1908. Semiothisa purcellata ingår i släktet Semiothisa och familjen mätare. Inga underarter finns listade i Catalogue of Life.